# Пер Осбек

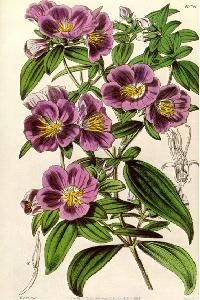
Osbeckia chinensis

Пер Осбек (швед. Pehr Osbeck, 9 травня 1723 — 23 грудня 1805) — шведський ботанік, міколог та священик, один з «апостолів Ліннея».

## Біографія
Народився 9 травня 1723 у ландскапі Галланд.
У 1745-1750 навчався в Упсальському університеті. Його вчителем був видатний шведський вчений Карл Лінней.
З 1750 до 1752 брав участь у науковій експедиції у Китай. Він займався вивченням флори Китаю.
У 1760 призначений священиком у ландскапі Галланд.
Член Шведської королівської академії наук з 1758.
Помер 23 грудня 1805.

## Наукова діяльність
Пер Осбек спеціалізувався на насіннєвих рослинах та на мікології. Він вивчив 900 нових видів рослин.

## Наукові праці
- Dagbok öfwer en ostindisk resa åren 1750. 1751. 1752. Med anmärkningar uti naturkunnigheten, främmande folkslags språk, seder, hushållning. 1757.
- Fragmenta ichthyologiae Hispanicae. In: Nova Acta Physico-Medica Academiae Caesareae Leopoldino-Carolinae Naturae Curiosorum. Band 4, Nürnberg, 1770, S. 99—104.

## Почесті
Карл Лінней назвав на честь Пера Осбека рід Osbeckia — Осбекія родини Меластомові (Melastomataceae).